# ゆるめるモ!
ゆるめるモ!は、日本の女性アイドルグループ、ニュー・ウェイヴガールズグループである。略称は「モ!」。

## 概要
「（窮屈な世の中を）ゆるめる」というメッセージと「You'll melt more!（あなたをもっとトロけさせたい）」という2つの意味をこめて命名された「ニューウェーブガールズグループ」。
フリーライターの田家大知が、ももいろクローバーの『ピンキージョーンズ』に触発され、「辛い時は逃げてもいいんだよ」をテーマに自ら街頭スカウトで集めたメンバーで結成された。
「逃げろ!!」に代表される「辛い時は逃げてもいいんだよ」をテーマにした独特の歌詞、ニュー・ウェイヴを軸に多彩なジャンルに挑戦した楽曲が特徴。アルバムジャケット、衣装はディーヴォ、ESG、ノイ!等様々な海外バンドをオマージュしたものが多い。
POLYSICS、ギターウルフ、坂田明、ヒカシュー、非常階段、cinema staff、アーバンギャルド、Deerhoof、バッファロー・ドーター、ドラびでおなどのジャンル・世代を問わないミュージシャンとの共演・コラボレーションも特徴である。

## 略歴

### 結成 - 活動初期（2012 - 2013）
2012年
- 10月4日、結成。結成メンバー（第1期生）は、けちょん、いっちー、のんちゃん、ゆみこーんの4名。
- 12月29日に初ライブ。

2013年
- 1月27日 アイドル合戦!!@渋谷DESEOに出演。
- 1月、第2期生として、もね（ももぴ）が加入。
- 2月28日、いっちーが卒業。
- 4月20日、阿佐ヶ谷ロフトで初の単独イベント ゆるめるモ!初ワンマンライブ&のんちゃん生誕祭「ゆるすぎちゃったらごめんなさい!」を開催した。
- 5月30日 BayFM on8内アイドル山コーナー第2回に出演
- 6月1日 ゆるめるモ!主催ゆるフェスモ!@渋谷WWWに出演。
- 7月10日 新メンバー世界同時募集を開始
- 7月17日 タワーレコード秋葉原店限定で"HELLO WORLD EP"発売開始。
- 9月9日 のんちゃんが卒業を発表。
- 9月18日、ミニアルバム「New Escape Underground!」で全国流通CDデビュー。収録曲「SWEET ESCAPE」にて、NEU!の『Hallogallo』を彷彿させる10分超のクラウト・ロックに挑戦。
- 10月3日 BayFM on8内アイドル山コーナー第19回に出演。

### 8人体制（2013.9 - 2014.12）
- 9月21日、オーディションで、しふぉん、ようなぴ、ゆいざらす、あの、ちーぼう（ちー坊）の5名が第3期生として加入。
- 9月22日、のんちゃんが卒業。

2014年
- 1月22日、ロックバンド・箱庭の室内楽とのコラボアルバム『箱めるモ!』をT-Palette Recordsから発売。2月8日にはWWWにてリリースパーティーをおこなった。
- 5月21日、ミニアルバム『Electric Sukiyaki Girls』を発売。リリースイベントにてフルアルバムの発売とLIQUIDROOMでのワンマンを発表。
- 7月9日、初のフルアルバム『Unforgettable Final Odyssey』をSPACE SHOWER MUSICからリリース。
- 8月9日、LIQUIDROOMで初のワンマンライブを開催しチケット完売、1000人を超える動員を記録。またこの日のライブを以てゆいざらすが卒業。
- 12月17日、ゆみこーんが卒業。同月31日、ミニアルバム「SUImin CIty DEstroyer」をリリース。

### 6人体制（2015.1 - 2016.7）
2015年
- 3月25日、POLYSICS・ハヤシヒロユキプロデュースのプロデュースのシングル「Hamidasumo!」をリリース。
- 4月、初の東名阪ワンマンツアーを開催。ツアーファイナル・赤坂BLITZのチケットは完売、1200人を動員した。
- 7月24 - 26日、ベトナムにて「Manga Festival 2015」に3日連続出演、グループにとって初の海外遠征となった。
- 8月、「TOKYO IDOL FESTIVAL」、「サマーソニック」に出演。同月12日、ミドリカワ書房らが参加したシングル「文学と破壊EP」リリース。
- 10月31日、メンバー初主演映画『女の子よ死体と踊れ』公開。公開初日にシネマート新宿にて舞台挨拶とライブを開催。
- 11月11日、2ndフルアルバム『YOU ARE THE WORLD』をリリース。ナカコー（LAMA、Nyantora、ex-SUPERCAR）、後藤まりこらが楽曲を提供。それに伴う初の全国ツアー「YOU ARE THE WORLD TOUR」を開催、ツアーファイナルを12月20日のZepp DiverCityで開催。

2016年
- 2月、主演映画『女の子よ死体と踊れ』がゆうばり国際ファンタスティック映画祭正式出品作品として上映。舞台挨拶、ライブを開催。
- 4月、『ほぼほぼ 〜真夜中のツギクルモノ探し〜』（テレビ東京）がスタート。グループ初の地上波レギュラー出演。
- 4月9日、台北PIPEにて初の海外ワンマンライブを開催。
- 5月11日、『女の子よ死体と踊れ』のBD/DVDがリリース。インストアイベントとして、ミュージカル公演『劇めるモ!』を開催。
- 7月10日、新木場STUDIO COASTで開催されたワンマンライブ「6'n' Roll History ～ゆるめるモ!第1章総集編～」を以て、もね、ちーぼうが卒業。

### 4人体制（2016.7 - 2019.9）
- 7月16日、4人体制での全国ツアー「WE ARE A ROCK FESTIVAL TOUR」を北海道cube gardenよりスタート（全12公演）。
- 7月24日、上海ライブで初のイベント出演。
- 10月24日、LIQUIDROOMにて「WE ARE A ROCK FESTIVAL TOUR FINAL-RETURN TO ZERO-」を開催。
- 11月12 - 13日、香港にてイベント、ライブを開催。
- 12月16日、4周年記念イベント「ジョイモ!リス」を東京ジョイポリスにて開催。当日より全国セガクレーンゲームにてコラボポーチを展開。

2017年
- 3月20日、東名阪ツアー「孤独と逆襲〜てえへんだ!底辺だ〜ツアー」大阪・ESAKA MUSEよりスタート。初の全公演生バンドでツアー実施。
- 4月29日、タイ・バンコクにて初のワンマンライブ。
- 7月7日、全国ツアー「ディスコサイケデリカツアー」名古屋SPADE BOXよりスタート。（全5公演）東名阪のみ生バンドで開催。
- 8月10日、お盆ツアー「夏休モ!ゆるめる盆!」を金沢・長野・仙台にて開催。
- 10月4日、「ゆるめるモ!5周年記念シングル『TALKING HITS EP』リリースパーティ」を渋谷WWWにて開催。
- 10月8日、全国ツアー「NEW WAVE STAR TOURS」を福岡INSAからスタート。（全5公演）未成年限定・女性限定・男性限定の1日3公演を行った。
- 11月10日、初アジアワンマンツアーを開催。初韓国ソウルにてワンマンライブを実施。台湾との2ヶ所で開催。
- 12月10日、フルアルバムリリースツアー「YOUTOPIA TOUR」宇都宮HEAVEN'S ROCKからスタート（全3公演）初日の栃木公演はけちょんの初凱旋ワンマンライブとなった。2018年1月6日にはZepp Tokyoにて「YOUTOPIA TOUR」ファイナルを開催。

2018年
- 4月21 - 22日、上海JOYPOLISにてワンマンライブを開催。
- 5月9日、DOTAMAとの初コラボ曲「フリースタイル全部」を含むシングル『HIPPY MONDAYS EP』と初のベストアルバムとなる『音楽よ回れ!! MUSIC GO ROUND ～ゆるベスト!～』を同時発売。
- 5月12日より「音楽よ回れ!!ツアー ～ゆるめるモ!の音楽を全国にデリバるモ!～」を東京キネマ倶楽部からスタート。また、初日の東京キネマ倶楽部のアダ限公演、追加公演のTSUTAYA O-WEST公演の2公演にDOTAMAがゲスト出演。「フリースタイル全部」を共に披露した。
- 8月13日の水戸ライトハウス公演から「夏休モ! ～ゆるめるモ! #平成最後の夏 関東ツアー～」と題した初の関東地区限定ツアーをスタート。
- 10月8日から全国ツアー「ゆるめるモ!の酔拳ツアー〜カースト スペック どん底でもやる そんな僕らの戦い方〜」（全11公演）を開催し、翌年2019年1月にはZepp Tokyo、Zepp Nambaにて「酔拳ツアーWファイナル龍の乱・虎の乱」を開催した。
- 10月10日、シングル『NEVER GIVE UP DRUNK MONKEYS EP』をリリース。

2019年
- 4月17日、サプライズを届ける“サプライザー”を名乗ることを宣言。一緒に世の中を驚かすサプライザーを募集した。また、今回の発表に合わせて、元プロレスラーの蝶野正洋が“初代サプライザー長官”に就任することもアナウンスされた（蝶野正洋氏はその後「さよなら世界」のMUSIC VIDEOへの参加や、自身のオリジナルブランド「ARISTRIST」とのコラボTシャツの発表をおこなっている）。
- 8月1日、研修生”ぴゅーぴるモ!”を募集することを発表。その後、9月25日に東京・赤羽ReNY alphaでイベント「披露めるモ!～ぴゅーぴるモ!初お披露目イベント～」にてメンバーをお披露目した。
- 8月7日、EP「SHAKER PEACEMAKER」をリリース。
- 8月11日から、「SHAKER PEACEMAKER TOUR 〜サマーチャンポンふさえ〜」を開催。
- 9月30日付で、あのが脱退。

### 3人体制（2019.10 - 2020.1）
- 10月4日、「ゆるめる007～ゆるめるモ!7周年ライブ～」を渋谷WWWにて開催。あの脱退後初の3人体制でのライブとなった。
- 11月1日、ゆるめるモ!モバイル・ファンクラブ兼チャレンジメディア「はみだしパラダイス」をアーティストアリーナにてオープンした。

2020年
- 1月6日付で後藤まりこが加入。同日shibuya eggmanにて行われた「ゆるまりこ!」ではアンコール含む14曲を披露。大盛況のうちに終わるかと思われたがアンコールにて当日限りでの同メンバーの脱退が発表された。

### 新メンバー加入、5人体制から再び4人に。（2020.2 - 2021.4）
- 2月7日、研修生・ぴゅーぴるモ!になにとねるんが新メンバーとして加入することを発表。
- 2月18日、新メンバーを含めた5人体制でのお披露目ライブ「シン・ユルメルモ!～5人のサプライザー?現る!!～」を東京・SPACE ODDで開催。また、新メンバー加入のお知らせと同時にようなぴが3月27日に行われるサプライザーツアーにて引退することを表明していたが、新型コロナウイルスの影響によるツアー、イベントの延期により3月10日に公式サイトにて”ゆるめるモ！延長戦”を発表した。
- 2月29日、サプライザーツアー初日公演を大阪ESAKA MUSEにて開催。その後3月に名古屋公演、東京公演を行う予定であったがコロナウィルスの影響により延期となった。
- 3月21日 - 3月31日、渋谷galaxxxyにて「ゆるめる展!」を開催。
- 10月、延期となっていたサプライザーツアーの名古屋、東京公演を開催。サプライザーツアーの東京公演をもってようなぴが引退した。

### 7人体制（2021.4 - 2021.10）
2021年
- 4月14日　研修生「ぴゅーぴるモ!」より、「へそ」「まつり」「めあり（※「わか」から改名）」の加入を発表。
- 4月24日、横浜ベイホールで行われた「バトルガルガルガル〜ゆるめるモ!をヒロめるモ!」にて7人体制のお披露目をおこなった。
- 7月1日、公式サイトにてけちょん・しふぉんがグループを卒業することを発表。
- 9月から行われるツアーに向けてクラウドファンディングを行うことも発表された。
- 9月15日　ミニアルバム『DELIVERY LIFESAVERS〜ゆるめるモ!を止めないで〜』をリリース。9月13日には自主企画としてバトルニューニューニューSPとしてリリースパーティーを開催。さらに9月中旬から10月上旬にかけてDELIVERY LIFESAVERS TOUR～ゆるめるモ!を止めないで～を開催。
- 10月10日、Zepp DiverCityにて行われたツアーファイナルをもってけちょん・しふぉんが卒業。

### 5人体制（2021.10 - 2024.3）
- 11月下旬から12月にかけて「DELIVERY LIFESAVERS TOUR後半戦～新しい冒険の始まり～」ツアーを開催。

2022年
- 3月16日、ミニアルバム「DANCE PUNK MONSTERS」をリリース。
- 3月には「DANCE PUNK MONSTERS」ツアーを開催。1か月の間に全国8箇所を廻った。
- 7月2日、グループ史上初となる野外イベントをおおばキャンプ村にて主催。
- 7月下旬から8月にかけて「すごろく夏休モ! 2022」ツアーを開催。
- 7月27日、へその活動自粛を発表。
- 10月1日からへそが活動再開。

2023年
- 1月21日、渋谷WWW Xにて10周年記念イベント「ゆるボアダムフェスティバル ～You'll kill the boredom! Festival～」を開催。
- 6月7日、フルアルバム「GOLDEN YOU」をリリース。
- 6月11日から、10周年ツアー「GOLDEN YOU TOUR」を開催。

2024年
- 1月25日、まつりが3月末で卒業することを発表。それに伴い、新メンバーオーディションを開催。
- 3月2日・3日、台湾・Corner Houseで行われたライブイベント「肯定解放！×エクストロメ!!×MAH in 台湾」に出演。
- 3月29日、WALL&WALL Tokyoで行われた「卒業祭〜まつりちゃん卒業公演〜」にてまつりが卒業。

### 6人体制（2024.5 - ）
- 5月19日、タワーレコード新宿店で行われた無料イベント「ゆるめるモ！の再逆襲[Re:Counterattack]」にて、らき、まことが加入。

## メンバー
| 名前   | 誕生日  | 担当色   | 担当色 | 備考 |
| ------ | ------- | -------- | ------ | --- |
| なに   | 8月31日 | 緑       |        | 2020年2月7日加入。同月18日にゆるめるモ!のメンバーとして初ライブ。 2019年9月25日からぴゅーぴるモ!（ゆるめるモ!研修生）のメンバーとして活動していた。 ぴゅーぴるモ!在籍中の2020年1月25日に、ねるんと共に「なにぬねるん?」結成を発表。同年2月2日に初ライブを行った。 |
| ねるん | 4月4日  | ピンク   |        | 2020年2月7日加入。同月18日にゆるめるモ!のメンバーとして初ライブ。 2019年9月25日からぴゅーぴるモ!（ゆるめるモ!研修生）のメンバーとして活動していた。 ぴゅーぴるモ!在籍中の2020年1月25日に、なにと共に「なにぬねるん?」結成を発表。同年2月2日に初ライブを行った。   |
| へそ   | 8月30日 | オレンジ |        | 2021年4月14日加入。 |
| めあり | 5月2日  | 青       |        | 2021年4月14日加入。ぴゅーぴるモ!の時は"わか"という名前で活動していた。 |
| らき   | 2月18日 | 紫       |        | 2024年5月19日加入。 |
| まこと | 2月22日 | 赤       |        | 2024年5月19日加入。 |

### 元メンバー
いっちー
初代水色担当。オリジナルメンバー。2013年2月28日卒業。卒業メンバーの中で唯一以降のCDクレジット（スペシャルサンクス欄）に名前が載っていない。
のんちゃん
初代赤色担当。オリジナルメンバー。2013年9月22日卒業。卒業後しばらくのあいだはスタッフとして活動を支えていた。
ゆいざらす
初代黄色担当。誕生日は10月29日。2013年9月21日加入。2014年8月9日卒業。卒業の理由は「かねてからの夢であった保育士を目指すために学校が忙しくなり、レッスンやライブに参加できる日が減ってしまい、今後実習などがこれまで以上に忙しくなり、メンバーに迷惑をかけてしまうことが想像できたため」。卒業はしたものの、飛び入りでライブに参加したり、ライブに足を運びメンバーと交流する様子がTwitterで報告されている。2015年7月に「DJゆいざら○」としてSyrup 16gオンリーのDJイベントに出演。2018年5月から「やまもとゆい」として活動を再開。2019年6月、里咲りさが社長を務めるHAWHA MUSIC RECORDSと契約するにあたり、名義を「ゆいざらす」に戻した。
2021年9月19日から2023年10月8日まで、元染脳ミームのおきんとんとユニット鳥 very birdとしても活動を行っていた。
ゆみこーん
初代緑色担当。オリジナルメンバー。2014年12月17日卒業。卒業の理由は「病気の治療に専念するため」。
もね
初代ピンク担当。2013年1月加入。2013年9月21日よりグループのエース。2014年11月29日に「ももぴ」から現在の「もね」に改名。2016年7月10日卒業。ほとんどの曲の振付を担当していた。「美人時計」等モデル活動も。「運営の方からメジャーに行くというお話を聞いて考えましたが、自分の進みたい方向と、求められているものが違うなと思い」卒業を決断。卒業時点では今後については未定としているが、卒業当日には女優「櫻木 百」として、映画『うつろいの標本箱』で主演することが発表された。後に「一花 寿（ひとはな すい）」に改名、「Hauptharmonie」に加入するも2017年に解散。2018年にHauptharmonie元メンバーの相沢光梨らと共に「東京rhapsody」を結成するも、お披露目からわずか5か月で解散。また振付家として2017年にレッツポコポコ、2019年にグーグールルに振付を提供しているが、現在大々的な活動は行っていない。
ちーぼう
初代オレンジ担当。グループ最年少。2014年8月27日に「ちー坊」から現在の「ちーぼう」に改名。2013年9月21日加入。2016年7月10日卒業。BELLRING少女ハートの朝倉みずほとのユニット「Escalator or Elevator」でも活動。「今後メジャーデビューをするにあたってもっとバンド寄りなアイドルになって、ゆるめるモ!は私が思い描いてるアイドル像とはかけ離れてしまう気がして私はこのまま続けて本当にやりがいを感じるか、幸せなのかたくさん考え」たため卒業を決断、運営サイドからの提案に応える形で妹分グループにあたる「レッツポコポコ」へ移籍し、「千歳ちの」に改名。レッツポコポコ解散後は芸能活動は行っていない。
あの
水色担当。誕生日は9月4日。身長は165 cm。2013年9月21日加入。2019年9月30日付で脱退。
主に黒髪のボブヘアーに、姫カット。「縷縷夢兎」「トーキョーヒロイン展」をはじめ、様々な媒体でモデルを務めるほか、映画やドラマへの出演、禁断の多数決、大森靖子、テイ・トウワらの楽曲にゲストボーカルとして参加撃鉄、PAGE、グッバイフジヤマらのMVに出演するなど幅広い活動を行う。メンバーバンドのみならず様々なライブでギター演奏を披露しており、レコーディングに参加することもある。2019年には初となる写真集『ANOther』を出版。
第1171代アイアンマンヘビーメタル級王者。
2020年からano名義でソロアーティストとして活動し、2021年8月から2024年12月までバンドI'sのボーカル・ギターとしても活動した。
ようなぴ
白色担当。誕生日は7月15日。身長は155 cm。2013年9月21日加入。2020年10月20日グループを引退。
派手な髪色とツインテールがトレードマーク。
メンバーバンドでは当初はベースだったが、後にショルダーキーボードを担当。
DJ（「DJ younaP!」名義）やソロでのライブ活動、美術家としての個展開催、ファッションブランドとのコラボなどソロ活動も精力的に行っている。グッズのデザインを手掛けることも。2015年にはようなぴアコースティックプロジェクト「ようなぴミニマム音楽団」を始動。当初は無名で活動し、後にグループ名をTwitter上で公募した。後に「YMQ」に改名し断続的に活動を続けるも、2018年10月14日に解散。解散の理由は「メンバーの人間性、好きな食べ物、お笑い芸人、ファッション感覚等があまりにも合わないため」。メンバーは、ようなぴ(Vo&Glock)、ハシダカズマ(G、箱庭の室内楽)、福山タク(Sax&Mand、元NATURE DANGER GANG)、マモル(G)。2023年9月15日にアコースティックユニットへっぽこーず（現pocoz）に加入。Vo&Glock担当。
後藤まりこ
誕生日は2月22日。ロックバンドミドリの元ボーカル・ギター担当。2020年1月6日に行われたデビューライブ「ゆるまりこ！」ではアンコールを含む全14曲を披露した。
けちょん
初代紫色担当。誕生日は12月26日。身長153 cm。オリジナルメンバー。2021年10月10日卒業。日本人とフィリピン人のハーフ。『TRASH-UP!!』『ガチャ本』でグラビア活動も。メンバーによるバンド「ゆるバンド」ではリコーダー担当だったが、ドラム担当のもね卒業後はドラム担当になった。楽曲「ギザギザフリーダム」でもドラムとしてレコーディングに参加していた。
イラストが得意で、2015年にはようなぴと個展を共催した。2019年には絵本『不可思議な、僕の物語』を出版と、それに伴う初の単独名義での個展を開催する。
2019年3月に舞台『カーテンコール』に出演、舞台女優デビューを果たす。
しふぉん
赤色担当。誕生日は11月18日。身長150 cm。2013年9月21日加入。2021年10月10日卒業。
「ササキシホ」や「佐崎しほ」名義でソロ活動も行っている。
非常階段とのコラボ時やゆるバンドではベースを演奏することもあるが、初期のゆるバンドではカウベル担当だった。
2017年8月、西井万理那を中心とするグループ「APOKALIPPPS（アポカリップス）」に加入、2018年11月に卒業。2024年2月3日に自身のX（旧ツイッター）で結婚したことを報告した。
まつり
黄色担当。誕生日は6月18日。2021年4月14日加入。2024年3月29日卒業。

## 作品

### 配信シングル
- アントニオ - 2016年6月22日
- ネバギバ酔拳（酔え酔えRemix）  - 2018年11月10日
- 絶対的に君と - 2018年11月27日
- さよなら世界 - 2019年5月29日
- WOW WOW WAR ～スカ・チャンポン斉唱戦線～ - 2019年6月26日
- ガチャガキ - 2019年7月31日
- 緊急避難速報 - 2021年4月15日

### 12インチアナログ盤
- New Escape Underground! - 2016年4月16日
- Electric Sukiyaki Girls - 2016年4月16日
- SUImin CIty Destroyer - 2016年4月16日
- ディスコサイケデリカ - 2017年7月26日

### 映像作品
『赤坂ブリッツだよ!全員ハミ出すモ!』以降のライブ作品はOTOTOYにてライブ音源も発売されている。
| #  | 発売日         | タイトル                                                                         | 規格品番                        | 備考                         |
| -- | -------------- | -------------------------------------------------------------------------------- | ------------------------------- | ---------------------------- |
| 1  | 2013年6月1日   | ゆるめるモ！初ワンマン＆のんちゃん生誕祭 ゆるすぎちゃったらごめんなさい！        | YLRC-002                        | 50枚限定（完売）             |
| 2  | 2014年2月8日   | ゆるめるモ！結成一周年記念 恐るべき子供たちがやってきた！～∞の軌跡～             | YLRC-004                        | 会場物販100枚限定（完売）    |
| 3  | 2014年5月31日  | 大雪VS箱めるモ！激闘の記録                                                       | YLRC-006                        | 会場限定販売                 |
| 4  | 2015年3月25日  | 2014:A Space Odyssey On Liquid RooMo!〜リキッドルーモ!号で行く、2014年宇宙の旅〜 | PEBF-3132                       |                              |
| 5  | 2015年6月17日  | 私をノイズに連れてってLIVE!                                                      | TEBN-36058                      | 非常階段とのコラボ作品       |
| 6  | 2015年10月21日 | 赤坂BLITZだよ！ 全員ハミ出すモ！                                                 | YLRC-010                        |                              |
| 7  | 2016年5月11日  | 女の子よ死体と踊れ                                                               | KIXF-365（BD） KIBF-1417（DVD） | DVD/BD両形態でリリース       |
| 8  | 2016年6月22日  | YOU ARE THE WORLD TOUR FINAL at Zepp DiverCity                                   | YLRC-013                        |                              |
| 9  | 2016年7月27日  | ロクビデオ!                                                                      | YLRC-016                        | MV集と特典映像の2枚組        |
| 10 | 2016年10月19日 | 6’n’ Roll History 〜ゆるめるモ！ 第1章総集編〜 at 新木場STUDIO COAST             | YLRC-018                        | 2枚組                        |
| 11 | 20174月22日    | WE ARE A ROCK FESTIVAL TOUR FINAL -RETURN TO ZERO- at LIQUIDROOM                 | YLRC-022                        | ライブ・イベント会場限定販売 |
| 12 | 2017年6月28日  | 孤独と逆襲 ～てえへんだ!底辺だ～ ツアー at TSUTAYA O-EAST                        | YLRC-024                        |                              |
| 13 | 2017年11月29日 | ディスコサイケデリカツアーファイナル at 赤坂BLITZ                                | YLRC-029                        |                              |
| 14 | 2018年4月11日  | YOUTOPIA TOUR FINAL at Zepp Tokyo                                                | YLRC-030                        |                              |
| 15 | 2019年7月24日  | 酔拳ツアーWファイナル 龍の乱・虎の乱                                             | YLRC-036                        | 2枚組                        |
| 16 | 2021年9月15日  | サプライザーツアーファイナル at Zepp DiverCity                                   | YLRC-040                        |                              |

### 未発表曲
CDとしてリリースされていない音源。YouTubeで投稿されているもの、クラウドファンディングのリターンとして贈られたものもこちらに記載する。
| タイトル                       | 作詞                          | 作曲     | 編曲     | 備考 |
| ------------------------------ | ----------------------------- | -------- | -------- | --- |
| ゆるゼロ                       | 田家大知                      | 田家大知 | 田家大知 | メンバーによるバンド「ゆるバンド」による演奏。メンバーそれぞれの自己紹介のような歌詞になっているため、活動時期(構成メンバー)により歌詞も曲の尺も異なる。8人ver.は「2014:A Space Odyssey On Liquid RooMo!〜リキッドルーモ!号で行く、2014年宇宙の旅〜」にて映像化された。 |
| ゆるモニ                       | 不明                          | 不明     | 不明     | 4人時代の「ゆるバンド」の楽曲。DVD「ゆるめるモ！初ワンマン＆のんちゃん生誕祭 ゆるすぎちゃったらごめんなさい！」にて映像化。（限定発売だったため現在は入手困難） |
| ゆるレス                       | 不明                          | 不明     | 不明     | 4人時代の「ゆるバンド」の楽曲。DVD「ゆるめるモ！初ワンマン＆のんちゃん生誕祭 ゆるすぎちゃったらごめんなさい！」にて映像化。（限定発売だったため現在は入手困難） |
| リキッドルーモ!                | 田家大知                      | 田家大知 | 田家大知 | 同じく「ゆるバンド」による演奏。「2014:A Space Odyssey On Liquid RooMo!〜リキッドルーモ!号で行く、2014年宇宙の旅〜」にて映像化。同ライブで初披露。会場名を盛り込んだ歌詞となっており、2015年3月28日に新宿pit innで行われた「JAZZ非常階段＋JAZZめるモ！階段」、2016年2月21日に下北沢GARDENにて行われた「ゆるめるモ！レア曲放出ライブ～レアめるモ！～」でも歌詞を一部変更して披露された。 |
| ゆるHA!                        | 不明                          | 不明     | 不明     | 2016年2月21日に下北沢GARDENにて行われた「ゆるめるモ！レア曲放出ライブ～レアめるモ！～」にて初披露。披露はこの一度限り。 |
| エース                         | 小林愛                        | 小林愛   | 小林愛   | 初期のレパートリーで「白玉ディスコ」同様miamiのカバーだが、音源化はされておらず2017年現在はライブでも披露されていない。原曲は「白玉ディスコ」同様miami「GREAT COMPOSERS」「Good Morning Playground」に収録。 |
| シンゆるめるモ!                | 田家大知                      | 田家大知 | 田家大知 | リキッドルーモ！の歌詞違いバージョン。2020年8月16日開催の「ゆるバム再現プレイバック～おまけ編～」にて披露。同年に開催された、なに・ねるんの加入お披露目ライブ「シン・ユルメルモ！」と同名のタイトルであり、2人が初めてメンバーバンドで披露した楽曲となった。 テンポが原曲より遅くなっている。また、媒体・発信者等により「シン・ユルメルモ！」など曲名表記にブレがある。                 |
| つるめるモ!                    | 不明                          | 不明     | 不明     | 2020年1月1日にYOUTubeにて公開。新年のご挨拶と意気込みが込められた曲。2021年にクラウドファンディングのリターンとして支援者に贈られた。 |
| サンキューフォーファイティング | 田家大知                      | 田家大知 | 田家大知 | 2020年5月22日にYOUTubeにて公開。医療従事者に対しての感謝を歌った曲。メンバーだけでなく、ファンも動画に参加している。 2021年にクラウドファンディングのリターンとして支援者に贈られた。 |
| ゆるビクス!                    | 田家大知                      | 田家大知 | 田家大知 | 2020年5月26日にYOUTubeにて公開。自宅でできるエクササイズとなっている。ダンスの振付はねるんが担当。 2021年にクラウドファンディングのリターンとして支援者に贈られた。 |
| もういんないリンゴ飴           | けちょん しふぉん なに ねるん | 田家大知 | 田家大知 | 2020年5月25日にYOUTubeにて公開。ツイキャスのメンバーリレー作詞から生まれた曲。 2021年にクラウドファンディングのリターンとして支援者に贈られた。 |

### ソロ楽曲
コラボ作品含む、各メンバーによるゆるめるモ!楽曲のセルフカバーは割愛。
| メンバー                        | タイトル                   | 作詞             | 作曲                                       | 編曲                       | 備考 |
| ------------------------------- | -------------------------- | ---------------- | ------------------------------------------ | -------------------------- | --- |
| しふぉん                        | ロードランナー             | 小林愛           | ハシダカズマ                               | ハシダカズマ               | ササキシホ名義。公式YouTubeチャンネル「ゆるTube」にて動画が公開されている。2017年現在未発表。 |
| しふぉん                        | 不言色                     | 小林愛           | Yuh（vistlip）                             | Yuh（vistlip）             | APOKALIPPPSの1stシングル「リセットボタン/不言色」に収録。CDのリリース自体はAPOKALIPPPS名義だが、楽曲自体はしふぉん名義。 ソロとしては初のリリース楽曲で、リリースに先駆け2018年2月25日に行われたソロイベント「しふぉん生誕！本当は11月生まれだけど時差ボケしてました！ごめんね！でもとっっってもおめでたいイベント！」で初披露された。歌詞はゆるめるモ！でも作詞を手掛ける小林愛、作曲はしふぉんが一番好きなバンドと公言するvistlipのYuhが手掛けている。 vistlipは過去にゆるめるモ！と同日にインストアイベントを行ったことがあり、その際しふぉんは田家の後押しで挨拶に行っていた。Yuhもアイドルに楽曲提供してみたい気持ちがあったといい、その後APOKALIPPPSのスタッフが「ゆるめるモ！ではできないことをやりましょうよ」と提案したことで実現した。 |
| なぴはむ（ようなぴ×苺りなはむ） | きらめきらりりかる         | ようなぴ         | ハシダカズマ                               | ハシダカズマ               | 2014年12月3日発売、ようなぴと苺りなはむ（ex.BiS,アキシブproject）によるコラボレーションシングル。作詞,衣装,CDおよびジャケットのアートワーク全てようなぴによるものである。 表題曲は2014年7月に行われた自身の生誕祭にて初披露された。 CDはそれぞれのソロバージョンとInstrumental、作曲者のハシダカズマ氏、別名義であるDJ younaP!のセルフリミックスとおもしろ三国志、mel house、元内そうや、甘茶茂によるリミックスの全10曲を収録。 |
| ようなぴ                        | Electro Twintail Cat       |                  |                                            |                            | 大学時代に友達に作ってもらったという楽曲。サビ以外が完成しないまま永らく放置されていたが、ソロでのライブ出演に際し残りのメロディーと歌詞を本番直前まで考え、そのまま披露したという。2017年現在も未発表だが、ソロのライブでは披露されている。 |
| ようなぴ                        | Return to My Innocence     | 小林愛           | 小林樹音                                   |                            | 「サンリオピューロランドでゆるめるモ！～ようなぴドリームワールド2～」にて初披露。同年秋にシングルとしてリリースされた。 |
| ようなぴ                        | クローバーの恋             | マモル           | マモル                                     | マモル                     | ようなぴミニマム音楽団名義。マモルはコーラスも担当。ミックスはハシダカズマ。YouTubeチャンネル「YMQ」にて動画が公開されている。2015年8月23日よりようなぴミニマム音楽団のライブ会場限定で自主制作CDの販売を開始。CDジャケットにはライブ当日の日付がプリントされる。レーベル面には8月23日販売のものはメンバーによる手書き、以降は特製スタンプが押されている。 |
| ようなぴ                        | 目が覚めなければ           |                  |                                            |                            | ようなぴミニマム音楽団名義。ライブ会場限定で自主制作CDが販売されている。 |
| あの                            | ANOtherWORLD               |                  |                                            |                            | 2014年9月7日「ゆるめるモ！あの生誕～ANOtherWORLD～」に出演したあのバンド（バンド名なし）の楽曲。同公演で初披露。メンバーはあの（Vo,G,Key）、ハシダカズマ（Dr,G）、本田琢也（B）、三島想平（G,Dr）、田家大知（G）。2017年現在未発表。 |
| あの                            | たまご味のエビ             | あの             | あの                                       |                            | 同上。2017年現在未発表。 |
| あの                            | 紳士服の○○○                | あの&田家大知    | あの&田家大知                              | あのバンド（バンド名なし） | 同上。当初は「紳士服のコナカ」と発表されていたが、公式YouTubeチャンネル「ゆるTube」にて公開された動画のキャプションでこの表記となり、また一部歌唱に規制音がかけられている。2017年現在未発表。 |
| あの                            | ミドリノイケ田イッポウ     | あの             | 奥山あまね                                 | 奥山あまね                 | 2015年9月6日に開催されたあのの生誕祭「あ、無の無」で披露されたあのバンド（バンド名なし）の楽曲。同公演で初披露。当日のバンドメンバーは、あの（Vo&G）、ハシダカズマ（箱庭の室内楽）（Dr&G）、三島想平（cinema staff）（Ba&Dr）、マモル（nhhmbase）（G&Key）、奥山あまね（G）。2017年現在未発表。 |
| ちーぼう                        | Entrance EP                |                  |                                            |                            | ちーぼうと、朝倉みずほ（BELLRING少女ハート）によるユニット「Escalator or Elevator」のデビューシングル。 「The People's Choice」と「恋と車とデモクラシー」の2曲とInstrumentalの全4曲収録。2014年10月29日発売。 |
| ねるん                          | TOKYO DRIFT FREESTYLE      | ねるん、田家大知 | ILMARI,RYO-Z,VERBAL,WISE,Pharrell Williams |                            | YouTubeにて公開。 2020年のコロナ禍において、各界のラッパーやミュージシャン、その他著名人らがTERIYAKI BOYZの楽曲「TOKYO DRIFT」にフリースタイルラップを載せる企画「TOKYO DRIFT FREESTYLE」に乗じたもの。プロデューサーの田家とヒップホップが好きだというねるんが共同でラップ詞を制作した。MVは衣装やヘアメイクをねるんが自ら手掛けたほか、演出や動画内のフォントなど、ねるんが積極的にアイデアを出し制作されたという。音源リリースやライブ披露はされていない。 |
| けちょん                        | タントラチャッカラカナビス | けちょん         | 田家大知                                   |                            | 2020年12月26日に恵比寿TimeOut Cafeにて開催された『けちょん誕だよのんびりどーぞ♡』にて披露されたソロ曲。 2021年に行われたクラウドファンディングのリターンとして音源化。 |
| けちょん                        | 歩いてみたよ               | けちょん         | ハシダカズマ（箱庭の室内楽）               |                            | 2020年12月26日に恵比寿TimeOut Cafeにて開催された『けちょん誕だよのんびりどーぞ♡』にて披露されたソロ曲。 2021年に行われたクラウドファンディングのリターンとして音源化。 |

### ミュージックビデオ
| 監督        | 曲名                                                                                         |
| Dan Cervi   | 「なつ おん ぶるー」「SWEET ESCAPE」「虎よ」「木曜アティチュード」「スキヤキ」「OO（ラブ）」 |
| Fumiya Take | 「さよならばかちゃん」「1!2!かんふー!」                                                      |
| 木津裕史    | 「生きろ!!」「たびのしたく」                                                                 |
| 加藤マニ    | 「眠たいCITY vs 読書日記」「Hamidasumo!」「夢なんて」                                        |

## 主催ライブ
ゆるめるモ!が主催のイベント、ゆるめるモ!の名を冠したイベントを掲載

### ワンマンライブ・ツアー
- 2014:A Space Odyssey On Liquid RooMo!〜リキッドルーモ!号で行く、2014年宇宙の旅〜（2014年8月9日、LIQUIDROOM）
- 東名阪だよ！全員ハミ出すモ！ツアー（2015年4月18日 DAYTRIVE、4月19日 難波ROCKETS、5月2日 赤坂BLITZ）
- YOU ARE THE WORLD TOUR（2015年11月14日 - 12月20日：7会場7公演）
- 6'n' Roll History ～ゆるめるモ!第1章総集編～（2016年7月10日：新木場STUDIO COAST）
- WE ARE A ROCK FESTIVAL TOUR（2016年7月16日 - 10月24日：12会場12公演）
- 孤独と逆襲 ～てえへんだ！底辺だ～ ツアー（2017年3月20日 - 4月2日：東名阪3公演）
- ディスコサイケデリカツアー（2017年7月7日 - 7月23日：5会場5公演）
- 夏休モ！ゆるめる盆！ツアー（2017年8月10日 - 8月13日：金沢・長野・仙台の3公演）
- NEW WAVE STAR TOURS（2017年10月8日 - 11月5日：5会場15公演） 各会場で高校生以下限定公演、女性限定公演、男性限定公演の3公演を同日におこなった
- YOUTOPIA TOUR（2017年12月10日 - 2018年1月6日：3会場3公演）
- 音楽よ回れ!!ツアー ～ゆるめるモ！の曲を全国にデリバるモ！～（2018年5月12日 - 2018年7月26日：7会場13公演） ツアーファイナル以外の6会場はヤン限（未成年限定）とアダ限（成人限定公演）の2公演を同日におこなった
- 夏休モ！～ゆるめるモ！#平成最後の夏 関東ツアー～（2018年8月13日 - 2018年9月3日：6会場6公演） プロデューサーと各メンバーがセットリストを各々で決定する”プロデュース公演”と、メンバーのくじ引きにより決定する”くじ引き公演”があった
- ゆるめるモ！の酔拳ツアー～カースト スペック どん底でもやる そんな僕らの戦い方～（2018年10月8日 - 2018年12月2日：11都市11公演）
- 酔拳ツアーWファイナル 龍の乱・虎の乱（2019年1月5日：Zepp Tokyo、2019年1月26日：Zepp Namba）
- SHAKER PEACEMAKER TOUR ～サマーチャンポンふさえ～（2019年8月11日 - 2019年8月28日：5会場9公演） ツアーファイナル以外の6会場はヤン限（未成年限定）とアダ限（成人限定公演）の2公演を同日におこなった  また、下の名前が「ふさえ」（漢字は問わず）の人を無料で招待することを発表した[135]
- サプライザーツアー（2020年2月29日：ESAKA MUSE、10月3日：名古屋club QUATTRO、10月20日：Zepp DiverCity）
- DELIVERY LIFESAVERS TOUR〜ゆるめるモ！を止めないで〜（2021年9月18日：ESAKA MUSE、9月19日：名古屋club QUATTRO、10月10日：Zepp DiverCity）
- DELIVERY LIFESAVERS TOUR後半戦～新しい冒険の始まり～（2021年11月23日 - 2021年12月26日：7会場7公演）
- DANCE PUNK MONSTERS TOUR（2022年3月5日 - 2022年3月29日：8会場8公演）
- すごろく夏休モ！（2022年7月24日 - 2022年8月28日：6会場7公演）
- GOLDEN YOU TOUR（2023年6月11日 - 2023年9月9日：10会場10公演）

### ゆるめるモ！ 2マンシリーズ「BATTLE NEW×NEW!」
「NEWな音楽とNEWな音楽のガチンコバトル」をテーマにした定期ツーマンライブ。
- Vol.1 w/0.8秒と衝撃[136]。（2014年12月4日、Shibuya O-nest）
- Vol.2 w/Mop of Head[137]（2015年1月18日、Shibuya O-nest）
- Vol.3 w/Homecomings（2015年2月22日、Shibuya O-nest）
- Vol.4 w/uchuu,（2015年3月22日、MARZ）
- Vol.5 w/VOLA & THE ORIENTAL MACHINE（2015年6月21日、WWW）
- Vol.6 w/Painted Palms（from USA）（2015年9月22日、Shibuya O-nest）
- Vol.7 w/DOTAMA（2016年3月19日、TSUTAYA O-nest）
- Vol.8 w/vampillia（2016年4月1日、Shibuya O-nest）

### 生誕祭
| 公演リスト | 公演リスト | 公演リスト | 公演リスト             | 公演リスト                                                                               |
| 年         | 日程       | タイトル | 場所                   | 共演者                                                                                   |
| ---------- | ---------- | --- | ---------------------- | ---------------------------------------------------------------------------------------- |
| 2013       | 4月20日    | ゆるめるモ！初ワンマン＆のんちゃん生誕祭 ゆるすぎちゃったらごめんなさい！ | 阿佐ヶ谷ロフトA        | DJ : フレネシ                                                                            |
| 2013       | 12月1日    | ベルめるモ！ももぴ生誕祭～『ミッション・イン・ピンク』 200人集まらなかったら活動休止します！～                                                                                             | MARZ                   | BELLRING少女ハート                                                                       |
| 2013       | 12月28日   | けちょめるモ！～けちょん生誕祭×ゆるめるモ！1周年記念～ | MARZ                   | TAKENOKO▲、エコ怪獣、合法幼女症候群、 BELLRING少女ハート、DANCEROID                      |
| 2014       | 4月13日    | 【ちー坊合格＆生誕ライブ】～8人だよ！＼全員集合／～ | MARZ                   | HONDALADY、DOTAMA、ナト☆カン                                                             |
| 2014       | 7月13日    | ようなぴ生誕～ようなぴドリームワールド～ | MARZ                   | エレクトリックリボン、レコライド、おもしろ三国志、りなはむ                               |
| 2014       | 7月13日    | ゆみこーん復帰祈願祭～We Love ゆみこーん！～ | MARZ                   | エレクトリックリボン、ライムベリー、DOTAMA、HONDALADY                                    |
| 2014       | 9月4日     | あの生誕～ANOtherWORLD～ | MARZ                   | グッバイフジヤマ、PAGE、ミドリカワ書房 DJ : ハシダカズマ、ちーぼう、DJ younaP!           |
| 2014       | 11月16日   | ゆるめるモ！しふぉん生誕～ササ(ニシ)キ感謝祭21st～ | MARZ                   | ぱー研!、AFTERMATH、Justice For Reason、PassCode DJ : ハシダカズマ、ちーぼう、DJ younaP! |
| 2014       | 11月29日   | ゆるめるモ！ももぴ生誕祭「たった1人の姫君の力でその王国の扉が開くとき、花々は咲き乱れ、人々は安らぎ、平和で幸せな音楽に満ち溢れるでしょう。さあ、今5次元の扉が開きます。～天命の舞踏会～」 | 下北沢GARDEN           | 禁断の多数決×水野しず×OLEO、 みきちゅ、yucat、黒木渚                                     |
| 2014       | 12月23日   | ゆるめるモ！けちょん生誕～俺たちのけちょん！一つ目祭～ | 原宿 ASTRO HALL        | カラスは真っ白、HONDALADY、drm、エコ怪獣、非常階段                                       |
| 2015       | 1月11日    | ゆるめるモ！ちーぼう聖誕祭 ～羅魅破主 羅魅破主 流流流流流～ | 下北沢GARDEN           | GALETTe*、吉田凜音、あヴぁんだんど、NECRONOMIDOL、drop                                   |
| 2015       | 7月11日    | サンリオピューロランドでゆるめるモ！～ようなぴドリームワールド2～ | サンリオピューロランド | シナモン                                                                                 |

### その他
- ゆるめるモ! Presents 「ゆるフェスモ!」（2013年6月1日、WWW）
w/いずこねこ、画家、水曜日のカンパネラ、→SCHOOL←、TAKENOKO▲、ナト☆カン、藤岡みなみ&ザ・モローンズ、ふぇのたす、BELLRING少女ハート、lyrical school
- ゆるめるモ！×箱庭の室内楽 CDリリースパーティ[142]（2014年2月8日、WWW）
w/UHNELLYS、クルミクロニクル、昆虫キッズ、DOTAMA、BELLRING少女ハート、箱庭の室内楽、DJ：DE DE MOUSE
- ゆるめるモ！4周年記念イベント「ジョイモ！リス」（2016年12月16日、東京ジョイポリス）
- ゆるめるモ！5周年記念シングル『TALKING HITS EP』リリースパーティ（2017年10月4日、渋谷WWW）
- 6周年イベント「66666!〜ゆるめるモ！6周年記念祭〜」（2018年10月4日、渋谷WWW）
- ゆるめる007～ゆるめるモ！7周年ライブ～（2019年10月4日、渋谷WWW）
- 「ゆるめる∞（エイト）」～末広がりの無限大！ゆるめるモ！８周年祭～（2020年10月3日、名古屋club QUATTRO）サプライザーツアーと並行して開催。

## 出演

### テレビ
- ほぼほぼ 〜真夜中のツギクルモノ探し〜（テレビ東京、2016年4月 - ） - けちょん、ようなぴ、あの、しふぉん
- 深夜に発見! 新shock感 〜一度おためしください〜（テレビ東京、2017年4月 - ）

### ネット配信
- ゆるめるモ!のしゃべれるモ?（SHOWROOM；2014年2月19日 - 原則毎週水曜21:00-） - トーク
- MEZAME ROCKS supported by ロックの夜明け（2.5D；2014年7月9日 - 2015年3月11日 隔月） - マシータ(ex.BEAT CRUSADERS、NATSUMEN）、アリスムカイデと共にMCを務め、ゲストとのトーク・対バンを行った。
  - 各回のゲスト
    - Vol.7  w/松本素生、中澤寛規(GOING UNDER GROUND)
    - Vol.8  w/Shiggy Jr.
    - Vol.10 w/give me wallets
    - Vol.11 w/空想委員会 ※トークのみ出演
    - Vol.12 w/箱庭の室内楽 -コラボレーション・ライブを披露
    - Vol.13 w/セプテンバーミー
    - Vol.14 w/cinema staff -「虎よ」をコラボレーション。
    - Vol.15 w/合田 悟（LUNKHEAD）ハシダカズマ(箱庭の室内楽)、kenji（give me wallets）、ココナッツ先輩（セプテンバーミー）※トークのみ出演
- 3MC1Porsche（lute／ルーテ、初回配信2016年01月11日[143] - 3月10日） -あののみ出演

### 映画
- BELLRING少女ハートの6次元ギャラクシー（2014年5月17日公開、TRASH-UP!!） - ゲスト出演[144]
- 世界の終わりのいずこねこ（2015年3月7日公開） - あの、ようなぴ、しふぉんがクラスメイト役で出演[145]
- 女の子よ死体と踊れ（2015年10月31日公開、日本出版販売） - 主演・清掃会社の女の子（役名はメンバー名と同じ）[146]

### ミュージカル
- 劇めるモ!（BD/DVD『女の子よ死体と踊れ』のリリースインストアイベントとして、2016年5月に計6回公演）

### CM
- エースコック「スーパーカップMAX」転校生「笑福亭鶴瓶」編、ウェブコマーシャル100の衝撃編（2018年） - あののみ

## 書籍
- 田家大知・大坪ケムタ『ゼロからでも始められるアイドル運営 楽曲制作からライブ物販まで素人でもできる』（コア新書、2014年6月17日）
- 田家大知・大坪ケムタ『10年続くアイドル運営術 ～ゼロから始めた”ゆるめるモ！”の2507日～』（コア新書、2019年9月3日）

### 雑誌等特集
- IDOL AND READ（シンコーミュージック・エンタテイメント、2014年3月25日発行）ももぴインタビュー掲載
- TRASH-UP!! Vol.18（2014年8月15日発行）雑誌初の表紙。後に増刷される。
- TRASH-UP!! Vol.19（2014年10月21日発行）Escalator or Elevatorでの表紙・特集。
- IDOL AND READ 002（シンコーミュージック・エンタテイメント、2014年11月26日発行）あのインタビュー掲載
- MARQUEE Vol.106（2014年12月10日発行）巻頭特集。
- MARQUEE Vol.107（2015年2月10日発行）2巻連続での巻頭特集。
- IDOL AND READ 003（シンコーミュージック・エンタテイメント、2015年3月25日発行）ようなぴインタビュー掲載
- Cool-up Girls Charming（2015年6月25日発行）表紙巻頭特集。

### 雑誌連載
- DIGメルモ！（MARQUEE：Vol.103：2014年6月10日発行 - ）
- ゆみこーん「アイドル初心者マーク」（TRASH-UP!!：Vol.15-Vol.18）
- 佐崎しほ（しふぉん）「私はしふぉん主義」（TRASH-UP!!：Vol.17 - ）